# Jim King (baloncestista de 1941)
James Leonard "Country" King (Tulsa, Oklahoma, 7 de febrero de 1941) es un exjugador de baloncesto estadounidense que disputó 10 temporadas en la NBA. Con 1,88 metros de altura, jugaba en la posición de base. Fue All-Star en 1968. Tras retirarse, fue también entrenador de la Universidad de Tulsa entre 1975 y 1980.

## Trayectoria deportiva

### Universidad
Jugó durante 4 temporadas con los Golden Hurricane de la Universidad de Tulsa, donde promedió 15,0 puntos y 6,9 rebotes por partido. En sus dos últimas temporadas fue incluido en el mejor quinteto de la Missouri Valley Conference.

### Profesional
Fue elegido en la decimotercera posición del Draft de la NBA de 1963 por Los Angeles Lakers, equipo donde permaneció durante tres temporadas en las cuales no tuvo demasiadas oportunidades como suplente de Jerry West. En la temporada 1966-67 es traspasado a San Francisco Warriors, donde cuenta por fin con más minutos de juego. En su segunda temporada en San Francisco logra promediar 16,6 puntos, 4,5 rebotes y 4,2 asistencias, consiguiendo ser elegido para disputar el All Star Game, el único de su carrera profesional, en el que consiguió 4 puntos y 2 asistencias en 7 minutos de juego.
Mediada la temporada 1969-70 fue traspasado a Cincinnati Royals, donde apenas contó con oportunidades en los 31 partidos que disputó allí. Al año siguiente es traspasado nuevamente, esta vez a Chicago Bulls, donde jugó sus tres últimas temporadas como profesional, siempre saliendo desde el banquillo. En sus 10 temporadas como profesional promedió 7,2 puntos, 2,5 rebotes y 2,3 asistencias por partido.

### Entrenador
Tras retirarse como jugador en activo, en 1975 regresó a la Universidad de Tulsa como entrenador, cargo que ocupó hasta mediada la temporada 1979-1980.

## Estadísticas de su carrera en la NBA

### Temporada regular
| Año      | Equipo        | PJ  | MPP  | %TC  | %TL  | RPP | APP | PPP  |
| -------- | ------------- | --- | ---- | ---- | ---- | --- | --- | ---- |
| 1963–64  | L.A. Lakers   | 60  | 12.7 | .424 | .653 | 1.9 | 1.8 | 3.9  |
| 1964–65  | L.A. Lakers   | 77  | 21.7 | .392 | .781 | 2.8 | 2.3 | 6.3  |
| 1965–66  | L.A. Lakers   | 76  | 19.7 | .437 | .817 | 2.7 | 2.9 | 7.5  |
| 1966–67  | San Francisco | 67  | 24.9 | .418 | .787 | 4.8 | 3.6 | 11.1 |
| 1967–68  | San Francisco | 54  | 32.3 | .425 | .810 | 4.5 | 4.2 | 16.6 |
| 1968–69  | San Francisco | 46  | 22.0 | .348 | .722 | 2.6 | 2.7 | 7.7  |
| 1969–70  | San Francisco | 3   | 35.0 | .413 | .786 | 5.3 | 3.3 | 16.3 |
| 1969–70  | Cincinnati    | 31  | 9.2  | .410 | .815 | 1.5 | 1.4 | 2.9  |
| 1970–71  | Chicago       | 55  | 11.7 | .439 | .810 | 1.2 | 1.4 | 4.8  |
| 1971–72  | Chicago       | 73  | 13.9 | .455 | .788 | 1.1 | 1.4 | 5.7  |
| 1972–73  | Chicago       | 65  | 12.1 | .441 | .846 | 1.2 | 1.2 | 4.2  |
| Total    | Total         | 607 | 18.4 | .418 | .782 | 2.5 | 2.3 | 7.2  |
| All-Star | All-Star      | 1   | 7.0  | .250 | .667 | 1.0 | 2.0 | 4.0  |

### Playoffs
| Año   | Equipo        | PJ | MPP  | %TC  | %TL   | RPP | APP | PPP  |
| ----- | ------------- | -- | ---- | ---- | ----- | --- | --- | ---- |
| 1964  | L.A. Lakers   | 4  | 12.8 | .400 | 1.000 | 1.0 | 1.5 | 3.0  |
| 1965  | L.A. Lakers   | 11 | 16.7 | .444 | .882  | 3.3 | 2.2 | 6.5  |
| 1966  | L.A. Lakers   | 13 | 22.1 | .417 | .706  | 2.5 | 2.4 | 6.3  |
| 1967  | San Francisco | 15 | 30.5 | .472 | .690  | 6.7 | 3.3 | 16.3 |
| 1968  | San Francisco | 9  | 12.6 | .421 | .632  | 2.1 | 2.2 | 4.9  |
| 1969  | San Francisco | 6  | 23.7 | .372 | .778  | 4.2 | 2.8 | 12.0 |
| 1971  | Chicago       | 7  | 21.0 | .422 | .667  | 3.0 | 3.9 | 6.6  |
| 1972  | Chicago       | 4  | 14.0 | .458 | 1.000 | 1.5 | 1.3 | 6.5  |
| 1973  | Chicago       | 4  | 3.5  | .333 | .500  | .3  | .5  | 1.3  |
| Total | Total         | 73 | 19.9 | .436 | .728  | 3.4 | 2.5 | 8.2  |